# Mała Ententa

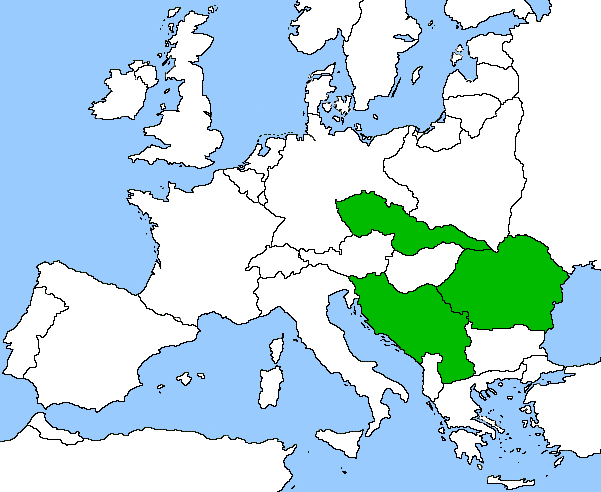
Mała Ententa

Mała Ententa – porozumienie utworzone przez Czechosłowację, Jugosławię i Rumunię. Mała Ententa zawiązana była już na początku lat 20. XX wieku na podstawie dwustronnych porozumień, ale dopiero podpisanie paktu organizacyjnego państw sygnatariuszy bloku 16 lutego 1933 pozwoliło połączyć Czechosłowację, Jugosławię i Rumunię ściślejszymi więzami. Celem początkowym Małej Ententy była chęć wspólnego przeciwstawienia się rewizjonizmowi węgierskiemu, a także próbie powrotu Habsburgów na tron w Austrii lub na Węgrzech. Cele te jednak stopniowo stawały się mniej aktualne, gdyż każdy członek Małej Ententy był militarnie silniejszy od rozbrojonych po I wojnie światowej Węgier, a ewentualny powrót na tron Habsburgów z czasem stawał się coraz mniej realny.
W owym czasie każde z państw Małej Ententy miało silnego sąsiada, przeciw któremu pomoc obu partnerów byłaby pożądana, jednak takiej pomocy układy wzajemne nie przewidywały. Jugosławia obawiała się zagrożenia ze strony Włoch, Czechosłowacja – Niemiec, a Rumunia – ZSRR. Tymczasem zaś z każdym z tych potencjalnych agresorów przeciw jednemu z partnerów bloku obaj jego sojusznicy nie mieli spraw spornych: Czechosłowacja i Rumunia z Włochami, Jugosławia i Rumunia z Niemcami, a Czechosłowacja i Jugosławia z ZSRR.
Pojawiały się więc projekty i dążenia, by rozszerzyć ważność sojuszów na wszystkie przypadki, przeciw wszelkim wypadkom zagrożenia, nie tylko ze strony Węgier, ale okazało się to nierealne.
Celem „nowej“ Małej Ententy było stałe uzgadnianie polityki zagranicznej wszystkich trzech państw, a także nadanie większej wagi wystąpieniom Małej Ententy jako całości na arenie międzynarodowej. Utworzone zostały Stała Rada, Rada Ekonomiczna i Sekretariat. Ta pierwsza składała się z ministrów spraw zagranicznych trzech państw, zbierała się periodycznie i dyskutowała o wspólnych interesach i wspólnej polityce wobec państw trzecich. Pakt organizacyjny miał posiadać trwałość nieograniczoną, a dotychczasowe porozumienia dwustronne zostały także przedłużone bezterminowo.